# Justin Lonwijk
Justin Antonius Lonwijk (* 21. prosince 1999) je surinamský profesionální fotbalista, který hraje na pozici záložníka za dánský klub Viborg FF, kde je na hostování z ukrajinského Dynama Kyjev. Narodil se v Nizozemsku, ale hraje za surinamský národní tým.

## Klubová kariéra

### Jong PSV
Svůj profesionální debut v Eerste Divisie si odbyl 13. ledna 2017 v dresu Jong PSV v zápase proti FC Den Bosch.

### Utrecht
Dne 29. května 2019 podepsal tříletou smlouvu s Utrechtem do roku 2022. Manažer Utrechtu John van den Brom vybral Lonwijka do základní sestavy v zápase proti Zrinjski Mostar v kvalifikaci Evropské ligy UEFA. Jeho debut v Eredivisie následoval 4. srpna 2019, kdy nastoupil při venkovní výhře 4:2 nad ADO Den Haag.

### Viborg
Dne 25. ledna 2021 přestoupil do dánského druholigového klubu Viborg FF na hostování na zbytek sezóny s opcí na koupi. Dne 1. června 2021 bylo oznámeno, že tuto opci na nákup uplatnili. V Dánsku podepsal smlouvu do roku 2024.

### Dynamo Kyjev
Dne 22. září 2022 podepsal Lonwijk pětiletou smlouvu s ukrajinským prvoligovým klubem FK Dynamo Kyjev. Viborg tvrdil, že byl prodán za rekordní klubovou přestupovou částku. Lonwijk podepsal smlouvu s Dynamem Kyjev během ruské invaze na Ukrajinu.
Za klub debutoval 2. října 2022, kdy v 82. minutě nahradil Volodymyra Šepeljeva při venkovním vítězství 1:0 nad Mynajem. 10. listopadu vstřelil svůj první gól za Dynamo, když si naběhl na centr Viktora Cyhankova a přispěl tak k ligové výhře 3:1 nad Oleksandrijou.

#### Hostování v Anderlechtu
Dne 25. července 2023 oznámil belgický tým Anderlecht podpis smlouvy s Lonwijkem na sezónní hostování z Dynama Kyjev s opcí na jeho odkoupení na konci sezóny.

#### Hostování ve Fortuně Sittard
V lednu 2024 byl Lonwijk odvolán z hostování v Anderlechtu a na zbytek sezóny odešel na hostování do klubu Eredivisie Fortuna Sittard.

#### Hostování ve Viborgu
Dne 31. srpna 2024 se Lonwijk vrátil do svého bývalého klubu Viborg FF na roční hostování s opcí na koupi. První ligový zápas si odbyl méně než 24 hodin po oznámení přestupu, kdy nastoupil v zápase proti Sønderjyske, který skončil remízou 2:2.

## Osobní život
Lonwijk se narodil v Nizozemsku a je surinamského původu.
Je starším bratrem Nigela Lonwijka, který hraje za klub Premier League Wolverhampton Wanderers, zatímco jeho mladší sestra Jayden hraje tenis.
V jednom rozhovoru Lonwijk také zmínil, že je bratrancem křídelníka FC Twente Virgila Misidjana.

## Úspěchy
Viborg
- Dánská fotbalová 1. division: 2020/21